# 韓藝智
韓藝智（韓語：한예지，2001年4月18日—），韓國女演員。2025年以電視劇《機智住院醫生生活》正式出道。

## 影視作品

### 劇集
| 年份 | 播放平台 | 劇名                 | 角色   | 備註  |
| 2025 | tvN      | 《機智住院醫生生活》 | 金思備 | [ 3 ] |

### 短篇電影
| 年份 | 片名           | 角色 | 備註  |
| 2023 | 《家人的條件》 |      | [ 4 ] |

## 音樂作品
| 年份 | 曲目       | 專輯                            | 合作藝人               |
| 2025 | 〈A Race〉 | 《機智住院醫生生活》OST Part.10 | 高允貞、申始雅、姜有皙 |

## 外部連結
- 韓藝智的Instagram帳戶
- 韓藝智在NAVER上的资料
- 韓藝智在Daum上的资料
- 韓藝智在互联网电影资料库（IMDb）上的資料（英文）